# هاري جورج أرمسترونغ
هاري جورج أرمسترونغ (بالإنجليزية: Harry George Armstrong)‏ هو ضابط أمريكي، ولد في 17 فبراير 1899 في داكوتا الجنوبية في الولايات المتحدة، وتوفي في 5 فبراير 1983.